# Beto Nicácio
Alberto de Jesus Nascimento Nicácio, mais conhecido como Beto Nicácio, graduado em Artes Plásticas pela Universidade Federal do Maranhão. É professor, animador e quadrinhista.

## Publicações
- Revista de quadrinhos Metal Pesado nº04;
- Revista em quadrinhos Fusão nº 01 e 03;
- Revista em quadrinhos Fúria nº01;
- Revista em quadrinhos Quadreca nº15;
- Tiras diárias no jornal O Imparcial;
- Tiras diárias no jornal O Estado do Maranhão;
- Revista Corpo de Delito do quadrinhista Iramir Araújo;
- Ilustrou os livros do personagem “Touchê”, e “Quem tem medo de Ana Jansen?”do escritor maranhense Wilson Márquez;
- Realizou a exposição de pinturas acrílico sobre telas “Enquanto houver a beleza dos frutos”  na Galeria Sesc em 1992;
- Produziu e participou da exposição coletiva de ilustrações intitulada “5” na Galeria Sesc em 2004;
- Participou da exposição coletiva de pinturas do Estatuto da Criança e do Adolescente- Eca 2005, na Galeria Sesc em janeiro de 2005.
- Participou da 3ª ECORISO, mostra coletiva de cartuns com temática ecológica, promovida pela Somadena e UFMA, na Galeria Antônio Almeida em junho de 2005
- Publicou “A Lenda da Carruagem Encantada de Ana Jansen”, projeto contemplado no programa BNB de Cultura/edição 2006.
- MSP +50 (2010), álbum em homenagem aos 50 anos de carreira do cartunista Mauricio de Sousa, produziu uma história protagonizada pelo pré-histórico Piteco[1]
- Em 2011 foi diretor de animação do curta “A Ponte” do diretor

Joaquim Haickel.
- Em 2012 foi diretor de arte do curta de animação “Upaon Açu, Saint Louis, São Luis” do diretor Joaquim Haickel.

- No mesmo ano ilustrou as histórias em quadrinhos do livro  “Contos, Crônicas, Poemas &Outras Palavras” do escritor Joaquim Haickel.

- Em 2013 publicou o álbum Proscritos
- Também participou do Projeto Asa Branca - livro com histórias em quadrinhos inspiradas em canções de Luiz Gonzaga idealizado pela Dupla Criação

e aprovado pela Funarte.
- Atualmente desenvolve projetos nas áreas de quadrinhos e animação.

## Prêmios
- Premiado em Primeiro lugar na categoria Quadrinhos no III Salão de humor e quadrinho de Ribeirão Preto;
- Primeiro lugar na categoria Quadrinhos no 1º Salão Senac de História em Quadrinhos – Senac-SP;
- Primeiro lugar na categoria Cartum (júri popular) na 7ª Mostra Maranhense de Humor DAC/PROEX/UFMA;DAC/PROEX/UFMA;
- Primeiro lugar na categoria Cartum (júri técnico) na 8ª Mostra Maranhense de Humor DAC/PROEX/UFMA;DAC/PROEX/UFMA;
- Primeiro lugar na categoria Cartum (júri técnico) na 9ª Mostra Maranhense de Humor DAC/PROEX/UFMA;DAC/PROEX/UFMA;
- Primeiro lugar na categoria Cartum (júri técnico) II Salão Nacional de Humor de Bragança -Pará
- Selecionado na categoria Cartum no Salão Internacional de Humor de Piracicaba – 2003 e 2005;
- Selecionado na categoria Cartum no Salão Internacional de Humor de Pernambuco – 2005;